# Dolichomitus populneus
Dolichomitus populneus là một loài tò vò trong họ Ichneumonidae.